# باشگاه فوتبال بولهال سویفتس
باشگاه فوتبال بولهال سویفتس (به انگلیسی: Bolehall Swifts Football Club) یک باشگاه فوتبال در شهر بولهال، کشور انگلستان است که در سال ۱۹۵۳ میلادی تأسیس شده است.